# Centro histórico de Vilna
El centro histórico de Vilna (en lituano, Vilniaus senamiestis, «ciudad antigua de Vilna»), una de las más grandes ciudades antiguas que sobreviven de la época medieval en el Norte de Europa, tiene una superficie de 3,59 km². Está formada por 74 barrios, con 70 calles y callejones que alcanzan los 1487 edificios con una área de suelo total de 1,497.000 m². La parte más antigua de la capital lituana de Vilna, ha desarrollado en el transcurso de muchos siglos, y se ha formado por la historia de la ciudad y una influencia cultural constantemente cambiante. Es un lugar donde los diversos estilos arquitectónicos de Europa - gótico, renacentista, barroco y neoclásico - permanecen uno junto al otro y se complementan entre sí.
La calle Pilies es la principal arteria de la ciudad vieja y el centro de la vida comercial y de cafés. La ciudad principal de Vilna, la avenida Gediminas, está parcialmente ubicada en la vieja ciudad. Las plazas centrales de la ciudad vieja son la plaza de la catedral y la plaza del Ayuntamiento.
Uno de los complejos arquitectónicos más elaborados es el Conjunto arquitectónico de la Universidad de Vilna, que ocupa una gran parte de la ciudad vieja y tiene 13 patios. Fue seleccionada para representar a Lituania en el Parque Mini-Europe de Bruselas.
En 1994 la ciudad vieja de Vilna fue incluida dentro de la lista de lugares patrimonio de la Humanidad por la Unesco (n.º 541) en reconocimiento de su originalidad y valor universal. La definición de «centro histórico» en sí mismo tiene un significado más amplio que el de ciudad vieja, anteriormente rodeado por murallas defensivas. Abarca los valiosos suburbios históricos de Vilna, como Užupis, que históricamente solían estar afuera de los límites de la ciudad. Por lo tanto, Užupis es a menudo considerado una parte de la ciudad vieja de Vilna.

## Monumentos
Hay más monumentos de interés en la ciudad vieja que en cualquier otro lugar de Vilna; incluyen:

### Palacios
- Palacio presidencial
- Palacio Slushko
- Palacio Radziwill
- Palacio Tyzenhaus

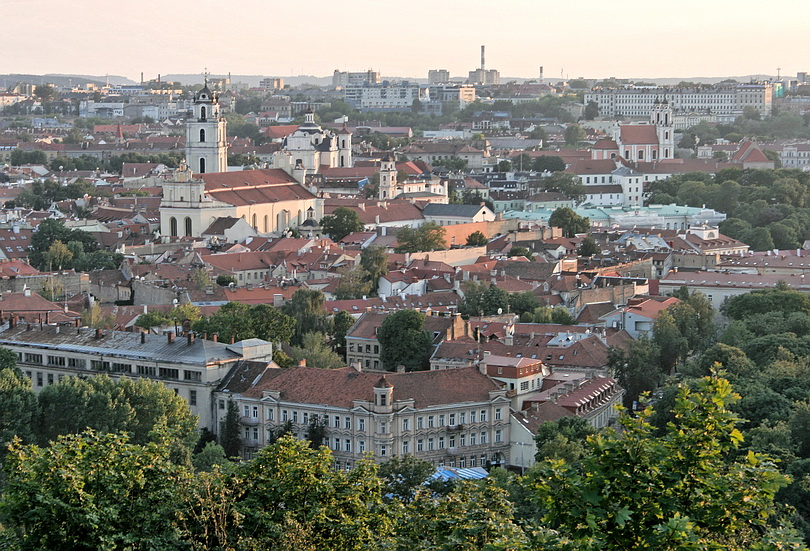
Ciudad Vieja de Vilna.

- Complejo de castillos de Vilna con la torre de Gediminas y Palacio Real

### Monumentos religiosos
- Iglesia de Santa Ana
- Catedral de Vilna en la plaza de la Catedral
- Iglesia de san Nicolás
- Iglesia de todos los santos
- Puerta de la Aurora
- Tres cruces
- Catedral de la Teotokos

### Otros lugares de interés
- Casa de los Signatarios
- Museo Nacional de Lituania
- Teatro dramático nacional de Lituania
- Muralla de Vilna
- Mazmorras de Vilna